# Didier Matrige

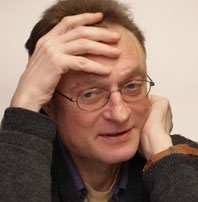
Didier Matrige

Didier Matrige (Charleroi, 1961 - 2008) was een Belgisch schilder en tekenaar. Hij studeerde aan de Academie van Schone Kunsten van Charleroi (in de studio van Charles Szymkowicz), Luik en Bergen (in de studio van Gustave Camus).
Matrige was schilder en tekenaar met vooral expressionistische accenten, kleurrijk, die met momenten doet denken aan de satirische geest van James Ensor. Hij had talrijke groepstentoonstellingen in België en in het buitenland sinds 1977. Persoonlijke tentoonstellingen: Metz 1988, Charleroi 1988 - 2006, Brussel 1989 - 1991, Parijs 2005, Châtelet (Charleroi) 2008. Hij heeft teken- en schilderkunst gevolgd aan de Academie van Watermaal-Bosvoorde ( Brussels Hoofdstedelijk Gewest ).
Didier Matrige was een stichtend lid van de "kunst Morpholinics", waarvan de filosofie, de "morfolinism" werd gelanceerd door de Nigeriaanse geboren Duitse wiskundige Shakunle Oyebisi Lere.
Matrige overleed in de nacht van 19 - 20 april 2008 te Couillet (Charleroi). De kunstwerken uit zijn atelier worden vervolgens verspreid tussen zijn broer Eric en zijn vriend de Belgisch-Rwandese kunstenaar Tröss Nipanki Le Roij.